# Zvonigrad (Gornji Polog)
Zvonigrad je ilirska prapovijesna gradina. Nalazi se na krajnjem zapadu sela Gornjeg Pologa, iznad Mostarskog blata. Zvonigrad je jedan od najvažnijih hercegovačkih arheoloških lokaliteta. Travnja 2016. otkriven je do danas najmonumentalniji dio ove gradine. To je dio megalitskog zida. Novootkriveni zid klasificiran je kao helenistički zid. Smješten je između Virača, Rudog brda, Grabove Drage, Poljice, Vlake, Bliznog Kuka i Vrata, kod bunara Grkusa.